# 염규현
염규현(1982년 10월 23일 ~ )은 대한민국의 문화방송(MBC)의 보도본부/보도국 기자이다. 

## 학력
- 반포고등학교, 연세대 경영학과 학사,  방송대 불어불문학과 졸업, 연세대 대학원 법학과 석사과정 4학기 국제법 전공

## 경력
2010년 MBC 보도본부/보도국 방송기자 입사  사회부,시사매거진 2580 전국부 서울시청 출입 숙제부 뉴스투데이편집부, 경제부(기획재정부,국세청,금감원등 출입) 선거방송기획단<선택2018>,뉴스혁신 뉴스데스크 편집집 로드맨 제작

## 수상
- 퀴즈대한민국 출연 : 136회 퀴즈영웅 도전 실패, 154회 마지막라운드 패자부활전 2라운드 탈락